# Шатобріан (стейк)
Шатобріан (стейк, філе, біфштекс шатобріан, філе-шато; фр. chateaubriand) — м'ясна страва, яку готують із товстої частини яловичої вирізки.

## Характеристика

Частина вирізки, що йде на шатобріан, на схемі яловичої туші

Вирізки в туші розташовуються вздовж обох сторін хребта. Вирізка (великий поперековий м'яз) часто продається цілою і виглядає як довгий вузький веретеноподібний шматок м'яса, потовщений з одного боку («голова») і тонший з іншого («хвіст»). М'ясо для шатобріана вирізають із товстої центральної частини яловичої вирізки. Шматок має бути товщиною не менше 5 см («два пальці») і зазвичай подається для двох осіб.
Часто шатобріан готують з великого шматка вирізки до 1,5 кг на кілька осіб. Велике філе розрізають на порційні шматки після обсмажування в ході приготування, але частіше подають цілим і відрізають скибки від нього вже на столі.
М'ясо вирізки дуже ніжне, але пісне і не має яскравого смаку. Для соковитості та смаку деякі рецепти пропонують при приготуванні обв'язувати м'ясо смужками бекону, але частіше недолік смаку в м'ясі доповнюється соусом.

## Приготування
М'ясо обсмажують на оливковій олії з перцем на дуже гарячому грилі або сковороді по одній хвилині з кожного боку, потім доводять до готовності в гарячій духовці. Великий шматок м'яса має неправильну форму, його готують повільно, щоб забезпечити правильне просмажування: в залежності від глибини вона повинна змінюватися від добре просмаженої скоринки до стану «з кров'ю» і майже сирого, трохи прогрітого м'яса в самій середині шматка.
Невеликими порціями шатобріан заведено готувати «з кров'ю» або ледь просмаженим.
У часи Шатобріана страву подавали з соусом з білого вина, цибулею шалот і естрагоном, який також отримав назву «шатобріан». У кулінарії XX—XXI століть його частіше подають із соусом беарнез.

## Назва

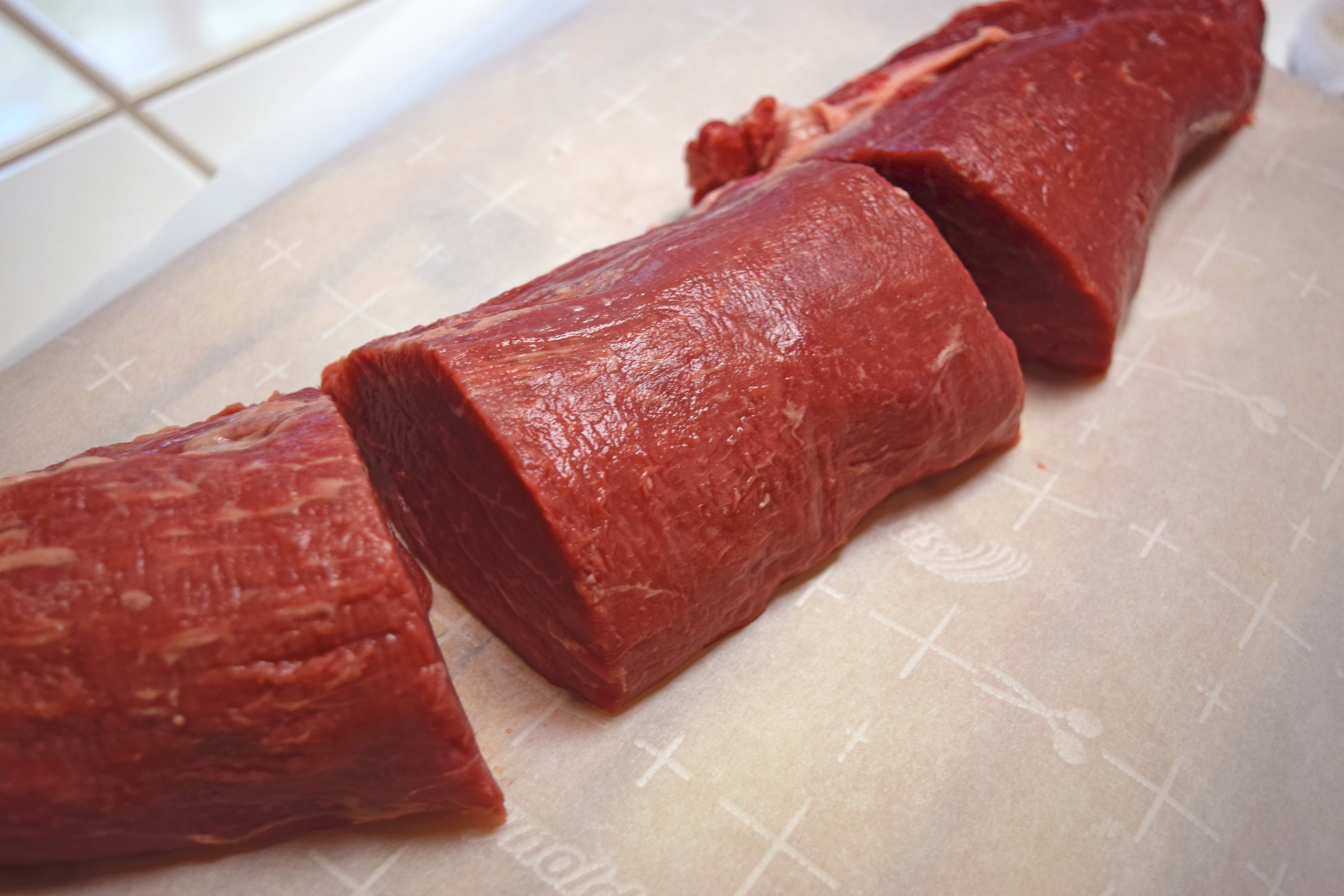
Центральна частина яловичої вирізки, яку також називають шатобріан

Енциклопедія Larousse Gastronomique стверджує, що страва отримала назву на честь відомого письменника віконта Франсуа-Рене де Шатобріана, чий особистий шеф-кухар придумав рецепт, коли в 1822 році Шатобріан служив послом у Лондоні. Іншу версію пропонує словник Dictionnaire de l'Académie des Gastronomes, який припустив, що назву страві дала високоякісна яловичина, яку вирощували в місті Шатобріан в регіоні Атлантична Луара у Франції